# NGC 3437
NGC 3437 is een balkspiraalstelsel in het sterrenbeeld Leeuw. Het hemelobject werd op 12 maart 1784 ontdekt door de Duits-Britse astronoom William Herschel.

## Synoniemen
- UGC 5995
- MCG 4-26-16
- ZWG 125.13
- KARA 448
- IRAS 10498+2312
- PGC 32648